# 施皮爾曼 (馬里蘭州)
施皮爾曼（英語：Spielman）是位於美國馬里蘭州華盛頓縣的一個非建制地區。

## 地理
施皮爾曼所處的海拔為高於海平面123米（即404英呎），而該地所採用的時區為UTC-5，即北美东部時區（EST）。同時該地設有夏令時間，為UTC-5調快一小時，即UTC-4（EDT）。